# 아이돌

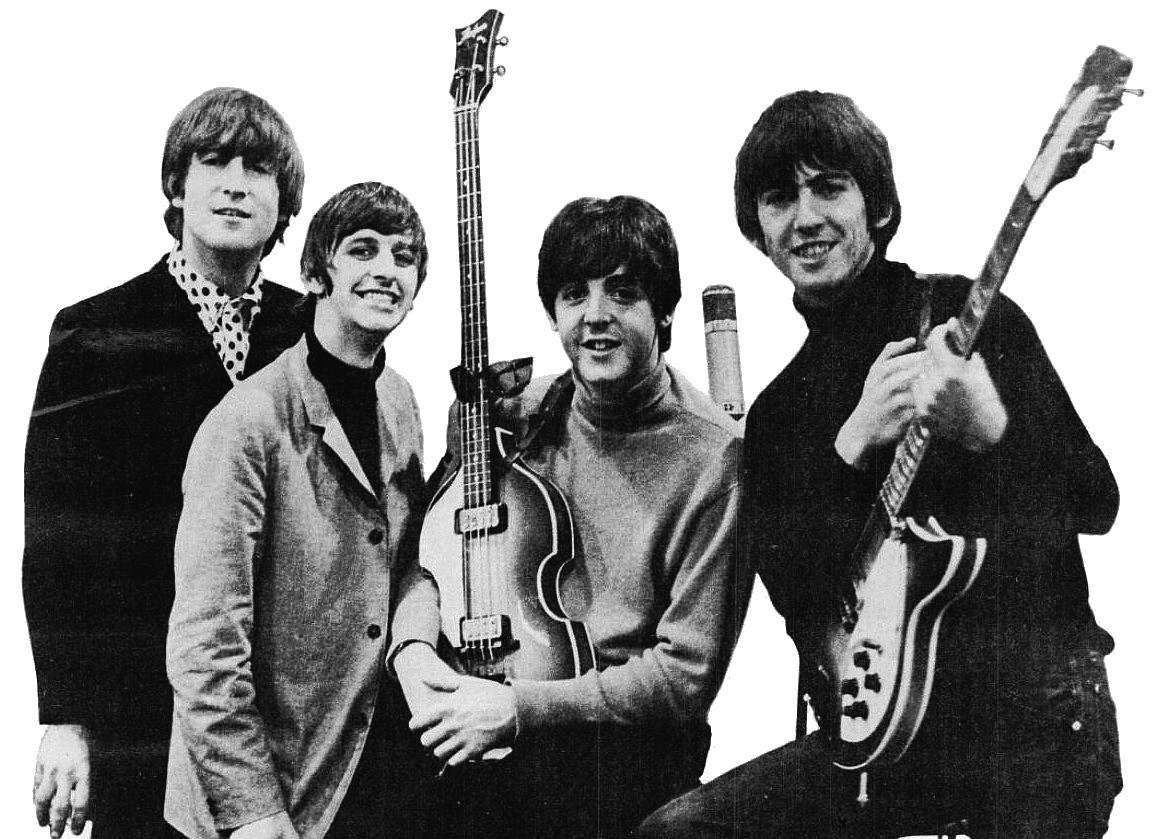
1965년의 비틀즈

아이돌(idol)은 주로 청소년에게 인기를 얻는 사람을 말한다. 아이돌은 영어로 사랑받는 사람을 뜻하며, 대한민국의 경우 뉴 키즈 온 더 블록, 서태지와 아이들의 인기와 서태지와 아이들의 해체후 데뷔한 H.O.T의 잇따른 성공으로 10대시장이 크게 성장하였다.
이전에는 옛 전자신문에서 알 수 있듯이 인기 댄스 그룹, 인기가 많아 성공적인 아이돌 스타, 틴 아이돌, 하이틴 스타, 틴에이지 그룹, 틴 아이돌 스타(뉴 키즈 온 더 블록, 듀란 듀란, H.O.T., 토미 페이지, 전영록 등) 등이 잡지 면을 장식했고 아이돌 가수라 불리었으나, 2000년초(인터넷이 활성화되는 시점)때부터 10대들에게 인기를 얻는 가수를 지칭하는 용어로 기사, 기사 문구에 다량으로 쓰이게 되며, 청소년에게 인기 끌만한 그룹들이 대거 등장하면서 이들을 짧게 줄여서 부르는 경향이나 젊은이들에게 인기 얻는 그룹들을 아이돌이라고 부르면서 용어가 정착되어 가고 있으며 아이돌 스타(idol star, 아이들 스타[*])라는 표제어로 2003년 국립국어원 신어 자료집에 추가되었다.
아이돌 가수들은 청소년이거나 20대 초반의 젊은 성인 때 데뷔하게 되며, 기획사에서 어떤 컨셉을 갖고 그룹을 만들어 데뷔시키는 경우가 많다. 90년대 초중반 이후 데뷔 연령대가 점점 낮아져 초등학교 고학년 때 데뷔하는 아이돌 가수  혹은 그룹도 있다. 만15세 미만 초등학생, 중학생 가수를 로틴(Low Teen) 또는 차이돌(Chidol)이라고 한다.
아이돌 가수는 나이가 어리다는 것을 장점으로 내세운 연예인이라서 그 수명이 짧은 경우가 많다. 이들 아이돌 가수들은 인기가 사그라들고 그룹은 해체가 된 이후 프리랜서 아나운서, 배우로 전향하여 연예 생활을 이어가는 경우도 있다.

## 논란과 문제점
틴 아이돌의 마케팅은 일반적으로 이미지에 초점을 맞추고 있으며. 틴 아이돌은 십대 젊은 청소년, 여성팝 청중과 어린 아이들에게 지지를 호소하는 구조이며 현대 팝 역사가 시작될때부터 그러했다.
아이돌 가수는 그룹을 결성하여 활동하는 경우가 많아 일반적으로 '아이돌 그룹'이라 부르는 경우가 많다. 그런데 이들은 여러명의 멤버가 있다는 점을 이용하여 여럿이서 노래를 나눠부르기 때문에 1곡당 노래를 부르는 비중은 1인당 3 ~ 10초에 지나지 않으며 메인보컬이 30초에 지나지 않는다. 그나마도 댄스에 더욱 비중을 두기 때문에 립싱크로 처리되는 경우가 많아 가창력에 대해 논란이 일기도 한다.
아이돌 가수를 동경하는 청소년들도 많은데 이로 인해 청소년이 오디션을 위해 학업을 소홀히 한다거나 연예 기획사가 연예계 데뷔를 걸고 고액의 비용을 요구한다거나, 소속사 관계자를 사칭하여 연예계 데뷔를 미끼로 범죄 행각을 벌이는 등의 문제가 일어나기도 한다. 한편 연예 기획사측과 소속 연예인 간의 불공정 계약, 일명 노예 계약으로 인한 분쟁이 생기기도 한다. 이러한 불공정 계약은 대부분 대형 기획사에 의해서 불거지며 국회에서 언급이 되기도 했다.
아이돌 데뷔 실패 후유증도 심각하다. 학업을 제쳐두고 아이돌 데뷔에만 모든걸 쏟아부은탓에 사회적응을 못하거나 취업에 어려움을 겪는다.  고통스러운 연습생 생활이 트라우마로 남아 우울증, 공황장애, 사회공포증같은 정신과적 질환에 걸리기도 하며 극단적인 다이어트 스트레스로 거식증, 폭식증 같은 섭식장애를 앓기도 한다. 또한 서바이벌 오디션 프로그램에서 탈락한 연습생이 극단적인 선택을 하는 일도 발생한다.
아이돌 가수로 성공해도 연습생 생활에서 발생하는 트레이닝, 숙소비용과 데뷔 이후의 활동비용을 수익에서 정산해야 하므로 손익분기점을 넘기기 전까진 수입이 없다는 문제점도 있다. 성공하지 못한다면 고스란히 빚이 되는 것이다.
이들의 팬들은 대부분 청소년이기 때문에 인격적으로 성숙하지 못한 경우가 있으며, 극성 팬들은 열애설이 난 연예인 또는 적대적 관계에 있는 연예인들을 모욕하는 등 사회적 문제가 생기기기도 한다.
1986년에 데뷔한 김완선을 3년동안의 혹독한 스파르타 훈련으로 데뷔시킨 가수이자 이모인 한백희에게 SM의 이대표는 조언을 얻은 것으로 알려져 있다. 1990년도에 데뷔한 현진영은 이대표의 지시아래 2년정도의 트레이닝 이후 데뷔를 하게 된다. 김완선은 최근TV에서 혹독한 감금훈련, 13년동안의 노예같은 생활등 많은 일화를 공개하였다.

## 같이 보기
- 보이 밴드
- 걸 그룹
- 대한민국의 아이돌 그룹 목록

## 참조
1. ↑  Oxford University Press (2014년 8월 23일). “Oxford dictionary”. 2014년 8월 26일에 원본 문서에서 보존된 문서. 2014년 8월 23일에 확인함.
2. ↑  “Daum 사전”. 2014년 8월 23일. 2014년 8월 23일에 확인함.
3. ↑  케이팝을 움직이는 손, '대형기획사'
4. ↑  이수만 "미래 한류는 한중일 합작"
5. ↑  청소년 및 20대 초반의 '하이틴 스타'는 주로 가수들보다는 연기자들을 지칭하는 경우가 많다.
6. ↑  전영록의 경우 군 생활 시절 때 학생들에게 인기가 많다며 고참들이 인기가 많기 때문에 "아이돌"이라며 지칭하기도 했다고 한다.
7. ↑  "인기댄스그룹 H.O.T" 검색어로 90년~99년 네이버서치
8. ↑  "아이돌 H.O.T" 검색어로 90년~99년 네이버서치-"아이돌스타"라는 표현의 3건 기사
9. ↑  2000년에 데뷔한 량현량하는 12세 때 데뷔했다.
10. ↑  David., Marshall, P. (1997). 《Celebrity and power : fame in contemporary culture》. Minneapolis, Minn.: University of Minnesota Press. ISBN 0816627258.
11. ↑  “아이돌 개념이 필요해”. 《100beat》. 2014년 9월 3일에 원본 문서에서 보존된 문서.
12. ↑  “뉴스기사”. 2016년 3월 6일에 원본 문서에서 보존된 문서. 2010년 8월 6일에 확인함.
13. ↑  <르포> 아이돌 연습생의 현실은 이렇다①
14. ↑  <르포> 부모님 노후와 맞바꾼 가수의 꿈②
15. ↑  <르포> 기획사에서도 연습생은 도박이다③
16. ↑  “씨엔블루 매니저 폭행 사건으로 본 매니저와 팬덤의 애증관계”. 2010년 2월 20일에 원본 문서에서 보존된 문서. 2010년 4월 22일에 확인함.
17. ↑  “점쟁이말 듣고 가수데뷔 고백”.[깨진 링크(과거 내용 찾기)]